# روبی لین
روبی لین شین‌رو (چینی: 林心如; پین‌یین: Lín Xīnrú؛ زادهٔ ۲۷ ژانویه ۱۹۷۶) بازیگر، تهیه‌کنندهٔ فیلم و تلویزیون، و خوانندهٔ پاپ اهل تایوان است. منتقد آمریکایی به نام درک الی، روبی لین را «ملکهٔ درام‌های تلویزیونی تایوان» نامید. وی از سال ۱۹۹۵ میلادی تاکنون مشغول فعالیت بوده‌است. از فیلم‌ها یا برنامه‌های تلویزیونی که وی در آن نقش داشته‌است می‌توان به آینه، و خانه اشاره کرد.